# Que nadie sepa mi sufrir
«Que nadie sepa mi sufrir», también conocida como «Amor de mis amores», es una canción de 1927, interpretada por el argentino Hugo del Carril, y compuesta en ritmo de vals peruano por el argentino Ángel Cabral, con letra de su compatriota Enrique Dizeo. Con los años la canción se convirtió en un gran éxito y ha sido versionada en diversos géneros musicales por diversos artistas como Édith Piaf, Helenita Vargas, Julio Jaramillo, Sonora Dinamita, María Dolores Pradera, Julio Iglesias, Raphael, Soledad Pastorutti, María Cristina Plata, Puerto Candelaria las mexicanas Lila Downs y Susana Harp, Grupo 5, entre otros.

## «La foule»
El éxito internacional de «Que nadie sepa mi sufrir» comenzó en 1953. En ese año, la cantante francesa Édith Piaf se presentó, como parte de su gira latinoamericana, en el Teatro Ópera de Buenos Aires. En esa oportunidad pudo escuchar la interpretación de Alberto Castillo. Ya en París, Piaf decidió versionar el vals, para lo cual convocó al autor Michel Rivgauche, quien le cambió la letra por completo y el título «La Foule», que en francés significa La multitud. La transformación resultó un éxito extraordinario desde que fue publicada en 1957.
La letra original está claramente destinada a ser cantada por un hombre que ha sido abandonado por su amante; mientras que la canción de Édith Piaf mantiene esa angustia en el contexto de una chica aturdida que conoce un hombre gallardo del que se enamora en medio de una multitud, para perderlo de vista para siempre casi de inmediato. El ritmo respeta los 3/4 del vals, pero requiere de un compás ligero y un ritmo mucho más rápido y en el caso de la guitarra, un apagado característico.

### Versiones de «La foule»
La canción fue muy aclamada, y pronto fue versionada. En 1958 Maurice Vittenet la grabó en vinilo. Es parte de un disco de la cantante Carmela (Carmen Requeta Dideo) acompañada por Paco Ibáñez (1969). La cantante francesa Raquel Bitton interpretó la canción posteriormente, como parte de un homenaje a Édith Piaf en un espectáculo llamado "Piaf: su historia, sus canciones". También fue interpretada en 2009 por la cantante Martha Wainwright en su disco tributo Sans Fusils, Ni Souliers, à Paris, y por Bernard Adamus en Brun. Tres años después, en 2012, las cantantes Mireille Mathieu y Patricia Kaas interpretaron la canción en los álbumes Mireille Mathieu chante Piaf y KAAS chante Piaf - deux vois, deux destins, un hommage, respectivamente. En 2016 el cantante británico Izzy Bizu grabó una versión con la BBC Concert Orchestra, que fue usada como tema principal de la cobertura de la BBC de la UEFA Euro 2016.

## Versiones
En 1981 el tema «Que nadie sepa mi sufrir» fue incluido en el disco De niña a mujer de Julio Iglesias. El álbum fue todo un éxito internacional, llegando a ser el disco extranjero más vendido en Brasil, superaron las dos millones de ventas en Japón. Esta versión llegó a toda América Latina, Europa, Asia, Sudáfrica, Australia y el Medio y Lejano Oriente, siendo versionada también en italiano por Julio Iglesias bajo el título «Arrangiatti Amore», que tuvo mucho éxito en Italia a principios de la década 1980.
El tema ha sido incluido en el repertorio de muchos músicos y cantores notables, por citar algunos:
- Alberto Castillo (1953)
- Los Kipus (1960)
- María Dolores Pradera (1968, Seis años)[4]
- Los Lobos (1988, La Pistola y El Corazón)
- Grupo 5 (2007, La Amante, bajo el título «Amor de mis amores»)
- Gipsy Kings (2013, Fiesta, bajo el título «Amor de mis amores»)[5]
- María Cristina Plata (2017, Después de todo)[3]
- José Feliciano con Alicia Villareal (2006, José Feliciano y Amigos)
- Bandabardò(2006)
- Julio Jaramillo[10]
- Soledad Pastorutti.[11][12]
- La Sonora Dinamita[5] (versión cumbia, bajo el título «Amor de mis amores»)
- Raphael[13]
- Charlie Zaa
- Margarita la Diosa de la Cumbia
- Nati Mistral[2]
- Franck Pourcel[2]
- Helenita Vargas
- Plácido Domingo[2]
- Tamara
- Denise Gutiérrez
- Versiones en otros idiomas

Existe una versión de 1968 en hebreo, חיוכים (Sonrisas), escrita por Leah Naor y Chava Alberstein, e interpretada por esta última.
En 1989 se grabó una versión en holandés, titulada «Stapelgek op jou» (Loco por ti), de Conny Vandenbos y Wim Rijken.
En 2016 salió publicado el disco tributo Dedicado a Fubuki Koshiji de las japonesas Sumire Haruno y Fubuki Koshiji.